# El pacte (pel·lícula de 2006 dirigida per Bryan Goeres)
El pacte (títol original en anglès, The Deal) és un telefilm espanyol de 2006 dirigit per Bryan Goeres. Es va projectar al Festival de Telefilms Zoom Igualada 2006. S'ha doblat al català.

## Repartiment
- Penelope Ann Miller: Laura Martin[3]
- Henry Thomas: Frank
- Andoni Gracia: Oscar
- Ismael East Carlo: Arias
- Dean Stockwell: l'agent Tremayne
- Abel Folk: l'inspector Navarro
- Lorena Bernal: Natalia
- Birgit Bofarull: Connie